# 샤크 나이트 3D
《샤크 나이트 3D》(영어: Shark Night)는 2011년 9월 개봉한 미국의 공포, 스릴러 영화이다. 감독은 데이비드 R. 엘리스이며, 그의 유작으로 알려져 있다. 세라 팩스턴, 캐서린 맥피, 얼리사 디아즈, 더스틴 밀리건, 조엘 데이비드 무어, 크리스 질카가 출연한다.

## 줄거리
호숫가에서 놀고 있는 한 커플이 등장한다. 강가에서 놀던 중 남자친구가 물 밖으로 나온 사이 여자는 알 수 없는 무언가에 습격을 받고 빠져나오려고 발버둥치지만 결국 물속으로 사라진다.
닉과 그의 친구들은 멋진 방학을 만들기 위해 크로비스 호수에 있는 사라의 별장으로 여행을 떠나게 된다. 호수로 가던 도중 일행은 길가의 가게에서 잠시 쉬어가게 된다. 일행의 차 옆으로 세운 차에서 내린 한 남성이(레드) 마야를 파출부라고 하며 희롱하고 이에 화가 난 말릭이 싸울 기세로 그에게 달려드는데 또 다른 남자가 등장하여 말릭과 싸우려고 한다. 때마침 어딘가에서 들려오는 사라의 목소리“데니스?” 알고보니 말릭과 싸우려고 했던 남자는 사라와 알던 사이였다. 사라의 등장으로 싸움은 진정된다. 장면이 바뀌어 일행은 보트를 타고 섬으로 이동하게 된다. 한창 배를 타고 있는데 어느 갈림길에서 사이렌을 울리며 한 보트가 쫓아오기 시작한다. 다른 친구들은 멈춰야 된다고 놀라있는데 정작 배를 운전하는 사라는 오히려 속도를 더 올려 섬으로 향한다. 섬에 도착해보니 사실은 뒤쫓아오던 보안관이 사라와 알고 있던 사이였다. 그렇게 보안관과 3년만의 재회에 잠시 반가워하고 일행은 사라의 집에 도착한다. 그리고 즐거운 한 때를 보낸다.
말릭이 웨이크 보드를 타며 멋진 쇼를 보여준다. 한참을 즐기던 말릭의 뒤로 등지느러미가 보이고 무언가가 말릭의 웨이크보드를 치기 시작한다. 그러다가 결국 말릭이 물에 빠지게 되는데 말릭이 물밖으로 나오질 않는다. 강가로 빠져나온 말릭은 오른쪽 팔이 무언가에 의해 절단되어 있는 상태로 나타난다. 말릭을 병원으로 데려가기 위해 다시 보트를 타고 돌아가던 중 말릭의 여자친구인 마야가 상어에 물려 죽게된다. 설상가상으로 보트마저 상어의 습격을 받아 키가 부서지고 부두에 부딪혀 부서지게 된다. 결국 나머지 여섯은 꼼짝없이 섬에 갇히게 된다. 우왕좌왕하는 와중에 저녁이 찾아오고 낮에 말릭과 시비가 붙었던 레드와 데니스가 섬으로 찾아든다. 그들에게 자초지종을 설명하자 그들은 일행을 도와주려고 한다. 레드와 데니스는 구조대를 부르기 위해 자신들의 배를 타고 가고 베스와 고든은 이상한 느낌을 받는다. 섬에 남아 있던 사라는 닉에게 데니스가 과거 자신의 남자친구였으며 사고로 인해 둘은 헤어지게 되었다고 알려준다. 그리고 말릭은 마야를 잃은 것에 격분하여 작살로 상어를 잡는다.
레드와 데니스는 점점 본색을 드러내는데 고든이 총에 맞은체 물에 빠져 상어의 먹잇감이 되고만다. 그 와중에 말릭이 잡은 상어의 배에서 카메라를 발견한 나머지 일행은 뭔가 음모가 있음을 느끼게 된다. 본격적으로 본색을 드러낸 레드와 데니스는 베스를 상어의 먹잇감으로 만들어 버리고 말릭을 살리기 위해 블레이크는 작은 수상보트를 타고 섬 밖으로 빠져나가는데, 뒤에서 상어가 쫓아오자 블레이크를 살리기 위해 말릭은 스스로 몸을 던져 자신을 희생한다. 그러나 도망가던 블레이크마저 수면위로 뛰어오른 상어의 먹잇감이 되고 만다.
섬에 남은 닉과 사라를 보안관이 찾아온다. 그는 모닥불을 보고 찾아왔다며 그들을 도우려고 한다. 그때 닉이 갑자기 기절을 하게 되고 기절한 닉을 사라와 보안관은 소파에 옮긴다. 그리고 차가운 수건을 가지러 주방으로 간 사라는 보안관이 가져온 스프를 먹고 쓰러져있는 자신의 개를 발견하고 보안관의 무전기 너머로 들리는 데니스의 목소리를 듣고는 모든 상황을 파악하게 된다.
기절한 닉이 정신을 차려보니 자신은 의자에 묶여있고 보안관이 자신을 상어의 먹잇감으로 만들려고 하는 상황에 당면하게 된다. 또한 사라는 데니스에 의해 철창에 갇힌 신세가 된다. 위기의 상황에서 닉은 라이터로 간신히 손에 묶인 줄을 끊고 보안관으로부터 탈출을 하고 보안관은 상어의 먹잇감이 된다. 탈출한 닉은 부두로 가 데니스와 레드를 제거하고 간신히 상어에게 잡아먹히기 직전의 사라를 구해낸다.

## 출연
- 세라 팩스턴 - 사라 팔스키
- 더스틴 밀리건 - 닉 라듀카
- 크리스 카맥 - 데니스 크림
- 캐서린 맥피 - 베스
- 조엘 데이비드 무어 - 고든
- 도널 로그 - 그레그 사빈
- 조슈아 레너드 - 레드
- 엘리사 디아즈 - 마야
- 크리스 질카 - 블레이크 하먼드